# Hammer DeRoburt
Hammer DeRoburt (né le 25 septembre 1922 à Nauru - mort le 15 juillet 1992 à Melbourne) est un homme d'État nauruan, artisan de l'indépendance du pays et son premier président. Par la suite, il dirige le pays à plusieurs reprises durant une vingtaine d'années.

## Biographie

### Premières années
Hammer DeRoburt naît en 1922 à Nauru. Il est partiellement d'extraction banabane et son grand-père est un grand-chef de Nauru. Membre du mouvement scout nauruan, il fait partie d'un groupe de jeunes scouts envoyés étudier à Geelong dans l'État du Victoria en Australie. Là il est confronté une première fois aux idées émancipatrices qui le conduiront plus tard à défendre l'idée d'autodétermination de son peuple. Ses professeurs australiens remarquent un « élève brillant qui se démarque par sa volonté de bien faire ». Il retourne en 1940 enseigner sur son île où il promeut le football australien, devenu depuis le sport national. À la suite du déclenchement de la Seconde Guerre mondiale, DeRoburt s'engage au sein du petit groupe d'autodéfense mis en place précipitamment et est furieux lorsque l'administrateur Chalmers prend la décision de ne pas riposter lors du bombardement allemand de Nauru le 27 décembre 1940. Après l'invasion japonaise il fait partie des 1200 Nauruans emmenés de force sur les îles Truk entre juin et juillet 1942. Là, il est affecté au groupe des hommes nauruans sélectionnés parmi les plus robustes pour participer à la construction d'une piste d'atterrissage sur l'île de Parem. Dans ces dures conditions de vie, il se dégage comme l'un des leaders du groupe et s'illustre lors d'un vol très audacieux du ravitaillement japonais. Aux îles Truk, toute sa famille proche succombe à la faim, aux maladies, et aux maltraitances infligées par les Japonais. Il est rapatrié avec l'ensemble des Nauruans survivants le 31 janvier 1946,.

### De l'après-guerre à l'indépendance
DeRoburt achève ses études en Australie et de 1947 jusqu'en 1951 travaille dans le secteur de l'éducation de l'administration nauruane. Il se syndique à l'Organisation des travailleurs nauruans (Nauruan Workers’ Organisation) et, en 1953, mène avec une succès une grève pour obtenir une réduction des heures de travail et l'introduction d'un salaire minimum à Nauru.
Le 10 décembre 1955, lors des secondes élections du conseil du gouvernement local de Nauru il est élu conseiller de Boe et ses pairs le choisissent à leur tête. Il prend ainsi la succession de Timothy Detudamo en tant que leader de son peuple. À cette même date il devient responsable des négociations avec les autorités coloniales australiennes concernant les royalties du phosphate. En effet, après la Seconde Guerre mondiale, l'Australie administre l'île sous mandat de l'ONU. En décembre 1955, il prend la tête du Conseil du gouvernement local jusqu'à l'indépendance de Nauru,. Les Australiens, estimant que l'île a été rendue inhabitable par la destructions des sols due à l'exploitation du phosphate, proposent de reloger tous les Nauruans sur l'île Curtis en Australie ; Hammer DeRoburt et le Conseil refusent, et demandent que l'Australie répare les dégâts causés à leur île. Ils insistent par ailleurs pour une pleine indépendance, alors que le gouvernement australien doute que Nauru, très petite et sans ressources durables, puisse être un État souverain viable.
Il est fait officier de l'ordre de l'Empire britannique en 1966.

### Présidence de la République

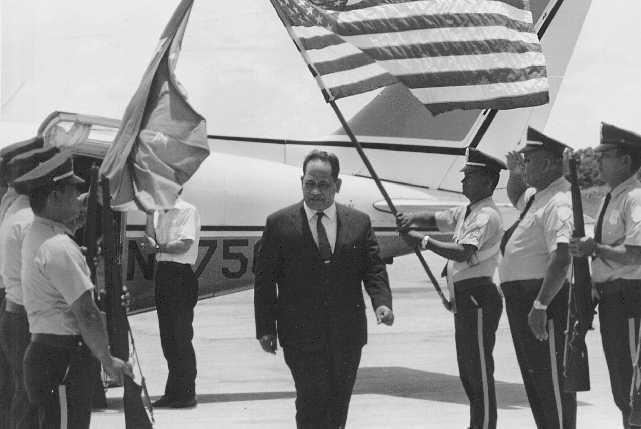
DeRoburt en visite officielle dans les Îles Mariannes du Nord au début des années 1970

DeRoburt mène le pays vers l'indépendance proclamée le 31 janvier 1968 et devient alors président du Conseil d'État jusqu'au 18 mai suivant, date à laquelle il est élu premier président de Nauru, un poste qu'il occupe pratiquement sans discontinuer jusqu'au 17 août 1989. Le poste de président de la Convention constitutionnelle lui est également octroyé à l'indépendance, fonction qu'il occupera jusqu'à sa mort. Le 22 décembre 1976, de jeunes politiciens conquièrent la majorité au Parlement et installent Bernard Dowiyogo au poste de président mais DeRoburt revient au pouvoir le 15 mai 1978 et le demeure jusqu'au 17 septembre 1986. Il exerce de nouveau le pouvoir du 1er octobre au 12 décembre 1986 et enfin du 22 décembre 1986 au 17 août 1989. En 1989 il attaque l'Australie auprès de la Cour internationale de justice, et se rend à La Haye pour plaider que le gouvernement australien devrait verser à Nauru une compensation pour la destruction de ses sols. L'Australie cède, et le gouvernement nauruan en 1993 met fin à la procédure juridique en échange du versement de A$ 107 000 000.
Il meurt du diabète, maladie touchant de nombreux Nauruans, le 15 juillet 1992 à Melbourne, en Australie.

## Distinctions
En 1982, il est fait chevalier commandeur de l'ordre de l'Empire britannique par la reine Élisabeth II.